# Yukikaze (schip, 1939)
Yukikaze (Japans: 雪風) was een torpedobootjager van de Kagero-klasse die dienst deed bij de Japanse Keizerlijke Marine van 1939 tot 1945 en bij de marine van de Republiek China van 1948 tot 1966.

## Ontwerp
Yukikaze beschikte over twee turbines aangedreven door drie ketels. Elke turbine had zijn eigen schacht, die uitmondde in een schoorsteen. Het machinevermogen van Yukikaze bedroeg 38272kW, wat het schip een topsnelheid van 35,5 knopen gaf.
De hoofdbewapening van het schip waren de zes 127 mm kanonnen. Deze waren verdeeld over drie dubbelloopse geschuttorens. De luchtverdediging bestond uit vier Type 96 25 mm luchtafweerkanonnen en machinegeweren. Het schip had vier dubbelloopse torpedobuizen, die torpedo's van 610 mm konden afvuren. Tegen onderzeeboten beschikte het schip over achttien dieptebommen en tegen mijnen over twee paravanen.

## Dienst

### Japanse Keizerlijke Marine
Tijdens de Tweede Wereldoorlog heeft Yukikaze gediend voor de Japanse Keizerlijke Marine. Vroeg in de oorlog participeerde het schip aan de invasie van de Filipijnen en de verovering van Nederlands-Indië. Het schip heeft onder andere gestreden bij de slag in de Javazee. Later in de oorlog streed ze ook bij de slag in de Golf van Leyte en de slag in de Filipijnenzee, waar het geen grote rol speeldde. Tussen deze grote slagen was Yukikaze voornamelijk bezig met escortes en troeptransport. Op 7 april 1945 was het schip een van de enige schepen die operatie Ten-go overleefde.
Tijdens de oorlog heeft Yukikaze aan tien zeeslagen geparticipeerd en meer dan 100 escortes uitgevoerd. Ondanks haar veelvoudige inzet, is het schip nauwelijks beschadigd geraakt. Yukikaze is een van drie torpedobootjagers van Japan die de Tweede Wereldoorlog hebben overleefd. Voor de Tweede Wereldoorlog beschikte Japan over 82 torpedobootjagers.

### Marine Republiek China
Op 6 juli 1947 is Yukikaze overgedragen aan de marine van Republiek China. Hier werd het hernoemd naar Tan Yang (丹陽) en diendde het als vlaggenschip voor de marine van Republiek China. Op enkele intercepties na, heeft Tan Yang niet veel meegemaakt. Toen er modernere Amerikaanse torpedobootjagers in dienst kwamen, werd de Tan Yang onnodig.

## Uit dienst
Op 16 november 1966 is het schip uit dienst gesteld en in 1970 is het verkocht voor schroot. Het roer en anker zijn aan een Japans museum geschonken.